# Shwayze
Shwayze (* 1. Januar 1986 in Malibu, Kalifornien; bürgerlicher Name Aaron Smith) ist ein US-amerikanischer Rapper.

## Biografie
Shwayze – der Name ist eine Anspielung auf den Schauspieler Patrick Swayze – wuchs bei seinen Großeltern auf und verdiente nach der Schule sein Geld mit Gelegenheitsjobs und mit Hilfsarbeiten zusammen mit seinem Großvater.
Bei einem Konzert der kalifornischen Band Whitestarr drängte er sich im Vorprogramm auf die Bühne und durfte mit Unterstützung des Banddrummers Alex Orbison, den er persönlich kannte, einen kurzen Freestyle-Auftritt absolvieren. Daraufhin fand Whitestarr-Kopf Cisco Adler Interesse an ihm. Dieser hatte schon den weißen Rapper Mickey Avalon produziert und nach einiger Überzeugungsarbeit nahmen Adler und Shwayze eine Reihe gemeinsam geschriebener Songs für das Debüt des Rappers auf.
Mit der Debütsingle Buzzin'  konnte sich Shwayze im Juni 2008 erfolgreich in den US-Charts platzieren und die zweite Single Corona and Lime stieg kurz darauf sogar auf Anhieb unter die offiziellen Top 40. Den Musikstil von Buzzin beschreiben Cisco und Shwayze als „California Chill, Stoner Musik“. Allgemein werden Elemente des Roots Rock mit Conscious Rap verbunden.
Shwayze und Cisco Adler veröffentlichten August 2011 die erste Single „You could be my Girl“ aus ihren Album „Island in the Sun“, welches im September herauskam. Zuvor gingen sie in den USA auf Tour. Cisco Adler hat nebenbei kleine Projekte gestartet. Unter anderem nahm er mit verschiedenen lokalen Künstlern unter seinem Label „bananabeat records“ auf und veröffentlicht Videos in seinem Youtube Channel „Ciscos House“.
Shwayze und Adler sind die Hauptakteure in der Reality-TV-Serie Buzzin'  die von MTV ausgestrahlt wird.

## Diskografie

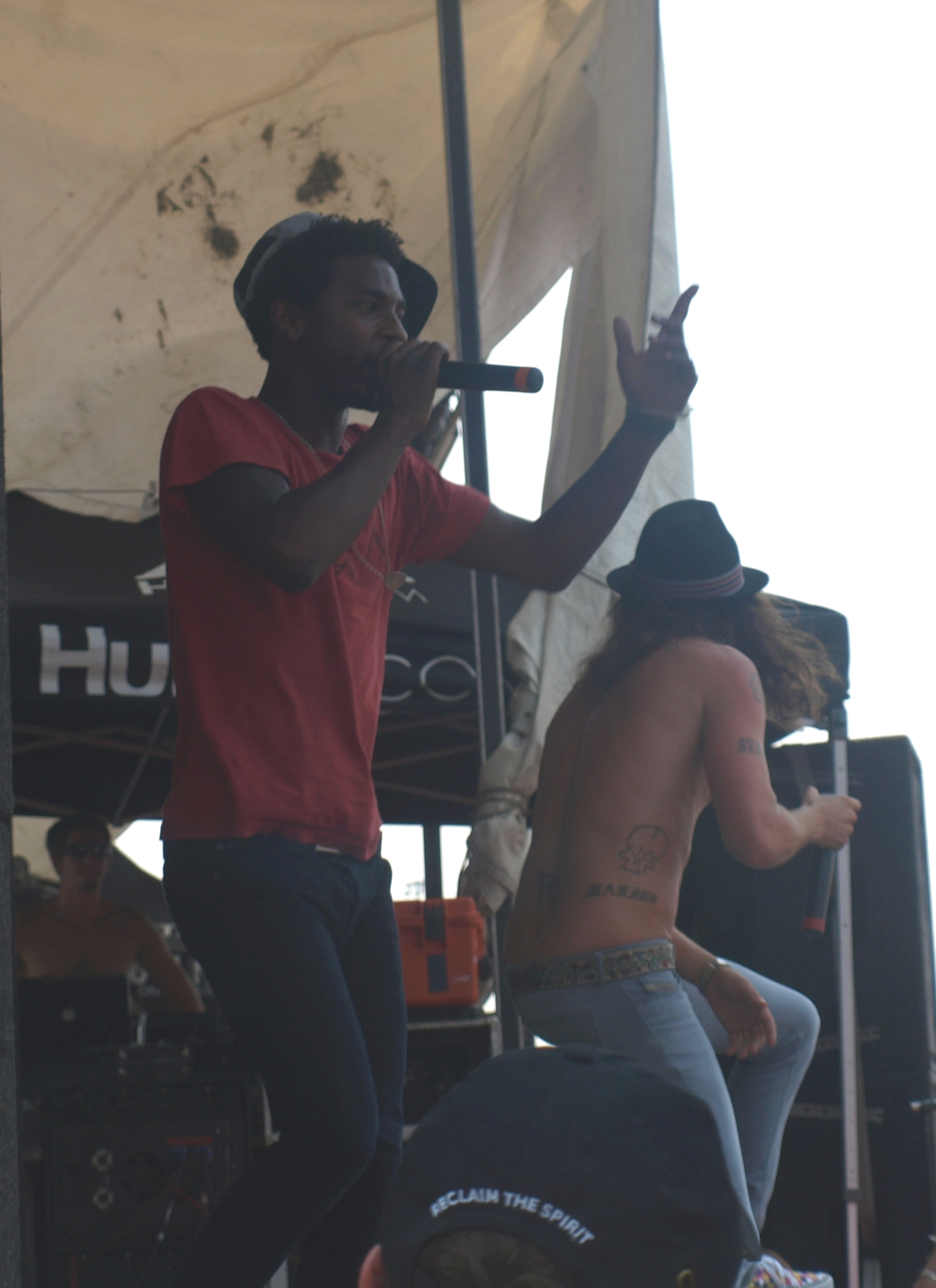
Shwayze mit Don Cisco in Englishtown, New Jersey 2008

Alben
- Shwayze (2008)
- Let It Beat (2009)
- The W's (2010)
- Island in the Sun (2011)
- Summer (2013)

Singles
- Buzzin’ (feat. Cisco Adler, 2008)
- Corona and Lime (2008)
- Get U Home (2009)
- You could be my Girl (2011)

## Filmografie
- 2015: Woran glaubst Du? (Do You Believe?)
- 2018: Gott ist nicht tot – Ein Licht in der Dunkelheit (God’s Not Dead: A Light in Darkness)